# Bloch MB.131
Die Bloch MB.131 war ein in Frankreich in der Mitte der 1930er Jahre entwickeltes Bomben- und Aufklärungsflugzeug. Es kam in dieser Rolle während der Schlacht um Frankreich in der Armée de l’air zum Einsatz, erwies sich allerdings sehr schnell als veraltet und erlitt daher gegen die deutsche Luftwaffe schwere Verluste. Nach der Kapitulation Frankreichs wurden die verbleibenden Maschinen von den Deutschen und von Vichy-Frankreich weiterverwendet, allerdings nicht für Kampfeinsätze.

## Konstruktion
Der Typ wurde ursprünglich unter der Bezeichnung Bloch MB.130 als Antwort auf eine Ausschreibung der Armée de l’air für ein Bomben- und Aufklärungsflugzeug mit vier Mann Besatzung (RB4) konstruiert. Die Société des Avions Marcel Bloch entwarf das Flugzeug als Ganzmetall-Tiefdecker mit zwei Sternmotoren, einziehbarem Fahrwerk und drei MGs zur Verteidigung. Der erste Prototyp flog erstmals am 29. Juni 1934 unter der Bezeichnung Bloch MB.130.01. Obwohl sich schon damals Schwächen offenbarten, erging im Oktober 1935 eine Bestellung über 40 Maschinen.
Da man sich der Tatsache bewusst war, dass die Konstruktion noch nicht ausgereift war, wurde der Typ MB.130 vor Beginn der eigentlichen Produktion zur verbesserten Version Bloch MB.131 weiterentwickelt. Der entsprechende Prototyp MB.131.01 hatte seinen Erstflug am 16. August 1936, erwies sich allerdings als immer noch fehlerbehaftet. Umfangreiche Überarbeitungen der Flügel, des Rumpfes und des Hecks mündeten im dritten Prototyp MB.131.02, welcher sich erst am 5. Mai 1937 in die Lüfte erhob. Von dieser Version wurden daraufhin noch weitere 100 Exemplare für die Armée de l’air geordert.
Als Weiterentwicklung folgten noch Prototypen unter der Bezeichnung MB.132 (nochmals überarbeitetes Heck und 940 PS Hispano-Suiza 14Aa Motoren) und MB.133 (mit Doppelseitenleitwerk und noch stärkeren 1100 PS Hispano-Suiza L4Aa Motoren). Da sich der Erstflug dieser Typen auf Grund von Schwierigkeiten mit den Hispano-Suiza-Motoren um ein Jahr verzögerte, waren die beiden Konstruktionen zu diesem Zeitpunkt der Konkurrenz bereits unterlegen und fanden daher keine weitere Beachtung seitens der Armée de l’air.
Das MB.130-Projekt mündete schließlich noch in die Entwicklung des viermotorigen mittleren Bombers Bloch MB.135 mit 710 PS Gnome-Rhône 14M6/7 Motoren sowie stärkerer Bordbewaffnung und Bombenzuladung. Der Prototyp MB.135.01 erhob sich zum Erstflug am 12. Januar 1937, wobei sich ein sehr vielversprechendes Flugverhalten offenbarte. Obwohl die Leistungen dieses Flugzeugs über denen der Konkurrenzmuster Amiot 351 und Lioré & Olivier LeO 451 lag, gelangte er nicht in die Serienproduktion, weil sich die beiden letztgenannten Typen bereits in diesem Stadium befanden und die Bloch-Fabriken zur Produktion der Bloch MB.174 vorgesehen wurden.
Die Gesamtproduktionszahl erreichte 145 Maschinen:
- 14 MB.131R4, eine reine Aufklärungsversion mit nur einem MG in zentraler Position
- 5 MB.131Ins, Trainingsversion mit zwei Steuerpositionen
- 121 MB.131RB4, die Hauptversion (Bomber / Aufklärer)
- 6 Prototypen verschiedener Versionen (MB.130.01, MB.131.01, MB.131.02, MB.132, MB.133, MB.135)

## Einsatz
Im Jahre 1938 nahm der Typ MB.131 den Dienst in sieben Groupes de reconnaissance auf, von denen sechs in Frankreich und eine in Nordafrika stationiert waren. Zu Anfang des Zweiten Weltkrieges stand die MB.131 bei den folgenden Einheiten im Dienst:
- GR I/14 in Semoutiers
- GR II/14
- GR I/21 in Orléans-Bricy
- GR II/22 in Orléans-Bricy
- GR I/35 in Lyon-Bron, später in Calais-Marck
- GR I/36 in Vitry-en-Artois
- GR II/36 in Pau, später in La Malmaison
- GR I/55 in Lyon-Bron, später in Orange-Caritat
- GR II/55 in Lyon-Bron
- GR I/61 in Biskra (Flughafen Biskra, Algerien)

Die Armée de l’air setzte die Maschinen im September 1939 zu Tages-Aufklärungsflügen entlang der Westgrenze des Deutschen Reiches ein. Die Bloch MB.131 wurden dabei einzeln oder Zweiergruppen losgeschickt, um den Fortschritt der Arbeiten an der Siegfried-Linie zu erkundschaften. Die Aufklärungsflüge fanden v. a. auf den Linien Saarbrücken-Saarlouis-Merzig, Sarreguemines-St. Ingbert-Lebach, Forbach-Saarbrücken-Neunkirchen (Saar) und Saarlouis-Bingen-Pirmasens-Worms statt. Obwohl die Einsätze anfänglich geringe Erfolge zeigten, zeigte sich schnell, dass der Typ ohne Jagdeskorte gegen die deutschen Jäger vom Typ Messerschmitt Bf 109E de facto machtlos war und daher hohe Verluste erlitt. Dazu trug die geringe Wendigkeit wie auch die schlechte Qualität der MGs bei, welche immer wieder verklemmten. Schon am 18. September erging daher an die Staffeln der Befehl, die Grenze tagsüber nicht mehr zu überschreiten. Im Oktober erging der gleiche Befehl auch an die im Süden Frankreichs stationierten Staffeln, deren Aufgabe bis dahin darin bestand, Norditalien (bis zur Linie Novara-Alessandria-Genua) zu erkunden. Daraufhin flogen die mit der MB.131 ausgerüsteten Staffeln nur noch Nachteinsätze. Dabei kam es immer noch häufig zu Abschüssen durch die Deutschen, so dass der Typ schließlich komplett aus dem Fronteinsatz zurückgezogen und nur noch als Schleppflugzeug für Zieldrohnen und zum Training von Besatzungen verwendet wurde. Bis zum Ausbruch der Schlacht um Frankreich im Mai 1940 hatten alle in Frankreich stationierten Groupes auf den Typ Potez 63.11 umgerüstet.
Nach der Kapitulation Frankreichs wurden einige erbeutete Exemplare von der deutschen Luftwaffe als Schleppflugzeuge sowie für Transport- und Schulungszwecke verwendet. In der gleichen Rolle fanden sich die nicht von den Deutschen erbeuteten Maschinen innerhalb der Luftstreitkräfte Vichy-Frankreichs wieder.

## Technische Daten
| Kenngröße             | Daten |
| --------------------- | --- |
| Länge                 | 17,85 m |
| Höhe                  | 4,09 m |
| Spannweite            | k. A. |
| Flügelfläche          | 54 m² |
| Antrieb               | zwei 950 PS (708 kW) Gnome-Rhône 14N10/11 luftgekühlte Sternmotoren                                                               |
| Höchstgeschwindigkeit | 349 km/h |
| Steigrate             | 5,1 m/s |
| Dienstgipfelhöhe      | 7.250 m |
| Reichweite            | 1.300 km |
| Leermasse             | k. A. |
| Startmasse            | k. A. |
| Besatzung             | 4 |
| Bewaffnung            | drei 7,5mm MGs vom Typ MAC 1934 in beweglichen Positionen im Bug, Heck (unten) und beweglichen Turm (oben), 800 kg Bombenzuladung |

| Kenngröße             | Daten |
| --------------------- | --- |
| Länge                 | 15,44 m |
| Höhe                  | 3,91 m |
| Spannweite            | k. A. |
| Flügelfläche          | 60,6 m² |
| Antrieb               | vier 710 PS (520 kW) Gnome-Rhône 14M6/7 luftgekühlte Sternmotoren |
| Höchstgeschwindigkeit | 500 km/h (auf 5.000 m Flughöhe) |
| Steigrate             | 8,8 m/s |
| Dienstgipfelhöhe      | 10.000 m |
| Reichweite            | 2.000 km (mit 900 kg Bombenzuladung) |
| Leermasse             | k. A. |
| Startmasse            | k. A. |
| Besatzung             | 4 |
| Bewaffnung            | zwei 7,5mm MGs vom Typ MAC 1934 in beweglichen Positionen im Bug und Heck (unten), eine Hispano-Suiza-HS.404-20-mm-Kanone in einem beweglichen Turm (oben), max. 1.350 kg Bombenzuladung |

## Einsatzländer
- Frankreich
- Vichy-Frankreich
- Deutsches Reich

## Vergleichbare Muster
- Frankreich: Bloch MB.210
- Vereinigtes Königreich: Bristol Blenheim
- Vereinigte Staaten: Martin 167
- Deutsches Reich: Junkers Ju 52, Junkers Ju 86
- Italien: Savoia-Marchetti SM.81
- Polen: LWS-4